# Volen von Wildenau

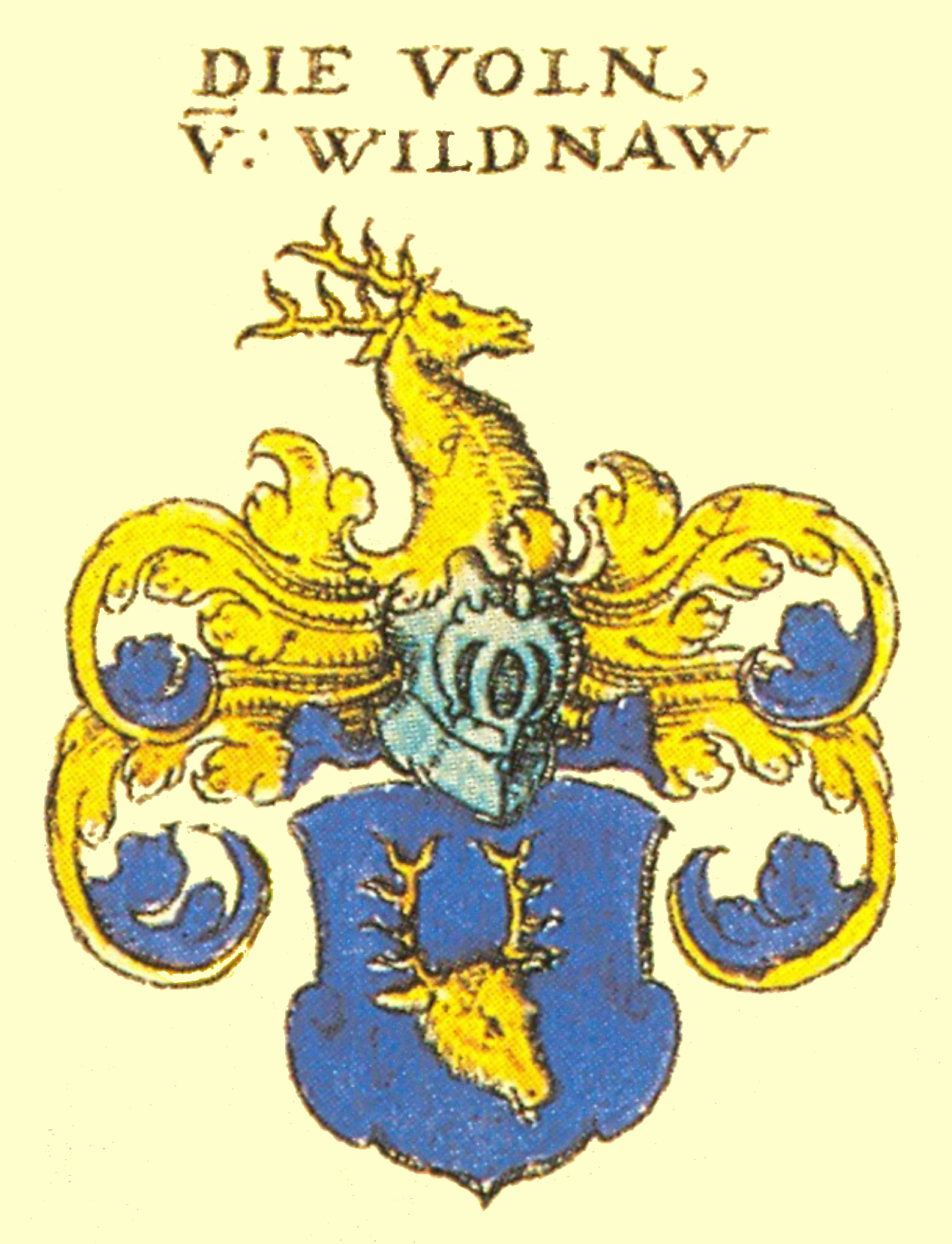
Wappen mit dem Hirschkopf der Volen von Wildenau

Die Volen von Wildenau waren die Besitzer der Burg Wildenau und des Weilers Rübgarten bei Pliezhausen, der im 14. Jahrhundert „das Dorf im Rübgarten“ hieß. Sie waren Dienstmannen der Pfalzgrafen von Tübingen und stammverwandt mit den Herren von Lustnau, mit denen sie dasselbe Wappen, den Hirschkopf, führten.

## Geschichte
Diese Familie mit dem Familiennamen Vol erscheint häufig in Urkunden der Pfalzgrafen von Tübingen und des Klosters Bebenhausen, wo sie ihre Erbbegräbnisstätte hatten. Der erstbekannte ist H[einricus] de Wildenowe, in einer Adelberger Urkunde von 1232. Sonst kommen Namen wie Konrad, Hans, Albert, Wilhelm, Adam vor. Auf Bebenhauser Grabsteinen finden sich folgende Namen:
- Hans Wendel von Wildenau, genannt Vol († 76-jährig am 16. Juni 1579)
- jung Hans Wendel († 45-jährig am 20. August 1577)

Im Jahr 1406 hatten zwei Brüder der Volen von Wildenau  einen widerlichen Streit. Der ältere hatte das Schloss und wollte dem jüngeren nichts geben, sondern meinte, er solle sich mit Kriegen unterhalten. Der jüngere Bruder verklagte deshalb den älteren beim Hofgericht in Rottweil, aber der ältere missachtete den Urteilsspruch; hierauf rief jener die Stadt Rottweil um Hilfe an und erhielt von ihr Mannschaft und Geschütz, womit er den älteren vertrieb und das Schloss gänzlich zerstörte.
Mit Tübingen kam 1342 die Oberlehensherrlichkeit über die Volen von Wildenau an Württemberg; die Jurisdiktion über Wildenau und Rübgarten gehörte danach den Württembergern.